# Obodryci naddunajscy
Obodryci naddunajscy - plemię południowosłowiańskie zamieszkujące w IX wieku nad środkowym Dunajem
Rocznik Einharda wymienia określenie Abodriti dodając, że nazywa się ich też Praedenecenti. Annales Regni Francorum donoszą o przybyciu na zjazd z cesarzem Ludwikiem Pobożnym w 822 roku we Frankfurcie posłów plemienia Praedenecenti. Dwa lata później pojawiają się ponownie w Akwizgranie na dworze cesarskim ze skargą na Bułgarów, prosząc o pomoc militarną. Plemię zamieszkiwało contermini Bulgaris Daciam Danubio. Jego dalsze losy są nieznane. Prawdopodobnie zostało włączone do państwa bułgarskiego w wyniku dwóch wypraw cara Omurtaga przeciw Frankom w 827 i 829 roku.
Etymologia nazw i lokalizacja siedzib nie zostały dotąd rozstrzygnięte. Poszukując ściślejszej lokalizacji plemienia próbowano powiązać nazwę Abodriti z rzeką Bodrog, prawym dopływem Cisy, na Węgrzech (żupa Bodrog) lub z rzeką Odrą, prawym dopływem Kupy. Przyjmowano nazwy Abodriti i Praedenecenti jako określenia dwóch odłamów tego samego plemienia mieszkającego po dwóch stronach Dunaju, przy czym Praedenecenti utożsamiano z Braniczewcami. Hipotezę tę zakwestionował Bulin. Próbowano również połączyć nazwę Praedenecenti z Δανούδιοι (Danubianami) Pseudo-Cezarego, lokalizując ich siedziby na lewym brzegu Dunaju, u ujścia rzeki Cisy i Temeszu. Kwestionowana bywa również informacja o tym, że  Praedenecenti jest inną nazwą plemienia Abodriti.
Geograf Bawarski (powst. ok. 845 roku) wymienia w drugiej części plemię Osterabtrezi posiadające około 100 civitates, podczas gdy w pierwszej części mowa jest o Nortabtrezi. Dało to asumpt do prawie powszechnego utożsamienia nazw Osterabtrezi i Abodriti i uznania ich za południowy odłam Obodrytów.